# Palais Wenkheim

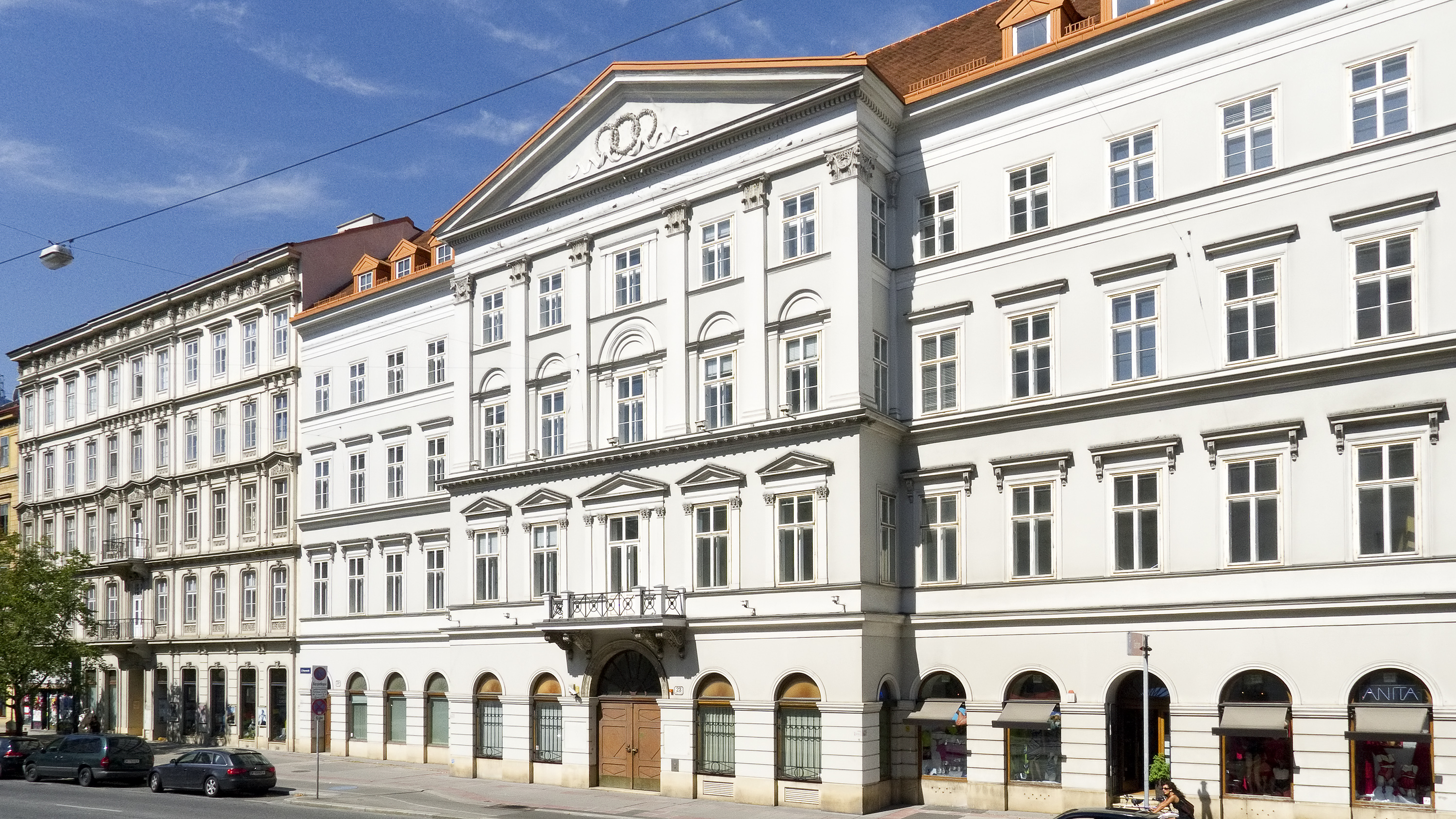
Das Palais Wenkheim in Wien

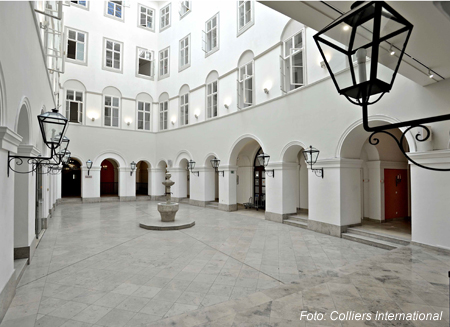
Innenhof des Palais

Das Palais Wenkheim ist ein Stadtpalais im 2. Wiener Gemeindebezirk Leopoldstadt. Es befindet sich an der Praterstraße 23 und steht unter Denkmalschutz.

## Geschichte
Das Haus wurde 1835 von Karl Ehmann für Gräfin Nora Wenkheim erbaut. 1989/90 erfolgten ein Dachausbau und die Hofüberdachung. Seit Herbst 2014 befindet sich die Webster University Vienna dort.

## Architektur
Die Fassade ist klassizistisch mit einem stark hervorstehenden, durch Pilaster gegliederten und übergiebelten Mittelrisalit. Die Einfahrt ist gewölbt.